# Alexandra Russ
Alexandra Russ (* 1. Mai 1970 in Fulda) ist eine deutsche Schwimmerin und Olympiateilnehmerin. Die 1,80 m große und 62 kg schwere Athletin startete für den SV Rhenania Köln.
Sie gewann 1986 die deutsche Meisterschaft über 1500 m Freistil.
1987 schwamm sie bei den Deutschen Meisterschaften in Sindelfingen deutschen Rekord über 800 m Freistil in der Zeit von 8:40,81 min.
1988 erreichte sie bei den Deutschen Meisterschaften die Qualifikation für die Olympischen Spiele 1988 in Seoul über 400 m Freistil in der Zeit von 4:14,47 min.
Bei den Olympischen Spielen 1988 in Seoul startete sie über 400 und 800 m Freistil, schied aber bereits in den Vorläufen aus. Ihre Ergebnisse:
- 400 m Freistil: Platz 22 (4:18,67 min) unter 30 Teilnehmerinnen
- 800 m Freistil: Platz 17 (8:49,31 min) unter 27 Teilnehmerinnen